# Uljana Dienisowa
Uljana Wiktorowna Dienisowa (rus. Ульяна Викторовна Денисова; ur. 11 stycznia 1983 w Murmańsku) – rosyjska biathlonistka, złota, srebrna i dwukrotnie brązowa medalistka mistrzostw świata juniorów, pięciokrotna medalistka mistrzostw Europy juniorów.

## Osiągnięcia

### Mistrzostwa Europy
| Rok  | Miejsce    | IN | SP | PU | MS | RL |
| 2008 | Nové Město |    | 5  | 8  |    | 4  |

### Mistrzostwa Świata Juniorów
| Rok  | Miejsce         | IN | SP | PU | MS | RL |
| 2002 | Ridnaun         |    | 21 | 14 |    |    |
| 2003 | Zakopane        | 6  | 4  | 13 |    | 1  |
| 2004 | Haute Maurienne | 3  | 5  | 3  |    | 2  |

### Mistrzostwa Europy Juniorów
| Rok  | Miejsce       | IN | SP | PU | MS | RL |
| 2002 | Kontiolahti   |    | 11 | 11 |    | 2  |
| 2003 | Forni Avoltri | 5  | 4  | 3  |    | 1  |
| 2004 | Mińsk         | 11 | 1  | 3  |    |    |

IN – bieg indywidualny, SP – sprint, PU – bieg pościgowy, MS – bieg ze startu wspólnego, RL – sztafeta

### Puchar Świata

#### Miejsca w klasyfikacji generalnej
| Sezon     | Miejsce |
| --------- | ------- |
| 2004/2005 | 63.     |
| 2007/2008 | 56.     |
| 2010/2011 | 48.     |

### Puchar IBU

#### Miejsca w klasyfikacji generalnej
| Sezon     | Miejsce |
| --------- | ------- |
| 2004/2005 | 16      |
| 2005/2006 | 16      |
| 2007/2008 | 30      |

#### Miejsca na podium chronologicznie
| Lp. | Dzień        | Rok  | Miejscowość | Konkurencja      | Lokata | Pudła | Czas biegu  | Strata  | Zwycięzca         |
| --- | ------------ | ---- | ----------- | ---------------- | ------ | ----- | ----------- | ------- | ----------------- |
| 1.  | 13 stycznia  | 2008 | Langdorf    | Sprint na 7,5 km | 2.     | 1+0   | 22:30.6 min | +26.5 s | Jenny Adler       |
| 2.  | 27 listopada | 2010 | Beitostølen | Sprint na 7,5 km | 1.     | 0+1   | 22:11.3 min | –       | –                 |
| 3.  | 28 listopada | 2010 | Beitostølen | Sprint na 7,5 km | 3.     | 0+1   | 21:59.4 min | +6.7 s  | Anastasija Kalina |